# Dacryoscyphus chrysochilus
Dacryoscyphus chrysochilus är en svampart som beskrevs av R. Kirschner & Zhu L. Yang 2005. Dacryoscyphus chrysochilus ingår i släktet Dacryoscyphus och familjen Dacrymycetaceae.   Inga underarter finns listade i Catalogue of Life.